# جمعه‌بیگ شاه‌احمدوف
جمعه‌بیگ شاه‌احمدولی شاه‌احمدوف (قزاقی: Жұмабай Шаяхметұлы Шаяхметов، ūmabai Şaiahmetūly Şaiahmetov; روسی: Жумабай Шаяхметович Шаяхметов، Zhumabay Shayakhmetovich Shayakhmetov؛ ۳۰ اوت ۱۹۰۲ – ۱۷ اکتبر ۱۹۶۶) سیاستمدار و کمونیست قزاق بود که از ۱۹۴۶ تا ۱۹۵۴ به عنوان دبیر اول حزب کمونیست قزاقستان شوروی خدمت کرد.

## اوایل زندگی و تحصیل
او در یک خانواده دهقان فقیر در دهکده‌ای کوچک در شهرستان بوریسف (اکروگ) به دنیا آمد که در سال ۱۹۲۴ به عنوان یکی از ۹ منطقه روستایی در بخش شرباکولسکی در استان امسک ضمیمه شد. در ۱۹۱۵ به مدرسه دو ساله قزاقستانی-روسی در بخش پلتاوای فعلی رفت و در ۱۹۱۷ فارغ‌التحصیل گشت. او همین‌طور در مؤسسه نریمانف مسکو نیز شروع به تحصیل کرد اما سال اول خود را به پایان نرساند. شاه‌احمدوف در ۱۹۱۹ به عنوان معلم در یک مدرسه روستایی مشغول به کار شد اما مدرسه به دلیل جنگ داخلی تعطیل گشت و او نیز به خانه خود مراجعت نمود.

## مناصب سیاسی
شاه‌احمدوف از ۱۹۱۹ تا ۱۹۲۶ دبیر کمیته اجرایی ناحیه روستایی ترکمان در اداره سیاسی دولتی بود. او پیش‌تر از ۱۹۲۳ یک مأمور درجه یک در بخش چرلاکسکی استان امسک بود که در حل جنایات استعانت داشت. او به عنوان مربی سیاسی از ۱۹۲۶ تا ۱۹۲۸، مدیریت اداری در یک سازمان روستایی به نام کوشی را منطقه پتروپاول تدریس کرد. او از ۱۹۲۸ تا ۱۹۳۸ برای کمیساریای خلق در امور داخلی خدمت می‌کرد؛ در ابتداء به عنوان معاون رئیس اداره استان قزاقستان شمالی و سپس به عنوان معاون رئیس استان آلماتی منصوب شد.
شاه‌احمدوف از ۱۹۳۸ تا ۱۹۴۶ از دبیری سوم به دبیری اول کمیته مرکزی حزب کمونیست قزاقستان شوروی ارتقاء یافت. همین‌طور او نخستین قزاقی بود که متصدی دبیر حزب کمونیست در قزاقستان شده بود. پس از ژوزف استالین و ساماندهی مجدد سیاسی توسط نیکیتا خروشچف، در ۱۹۵۴ و به عنوان بخشی از دوران گذار استالینی، پانتلایمون پنومارنکو اوکراینی، در منصب دبیر اول جایگزین شاه‌احمدوف شد. جمعه‌بیگ شاه‌احمدوف پیش از اینکه از این منصب برکنار شود، از فوریه ۱۹۵۴ تا مه ۱۹۵۵ نیز دبیر اول کمیته استانی قزاقستان جنوبی حزب کمونیست قزاقستان بود.
شاه‌احمدوف از ۱۹۵۰ تا ۱۹۵۴ به عنوان رئیس شورای ملل خدمت کرد.
| مناصب احزاب سیاسی      | مناصب احزاب سیاسی                           | مناصب احزاب سیاسی |
| ---------------------- | ------------------------------------------- | ----------------- |
| پیشین: واسیلی کوزنتسوف | رئیس شورای ملل ۱۲ ژوئن ۱۹۵۰ – ۲۰ آوریل ۱۹۵۴ | پسین: ویلیس لاسیس |